# Frédéric Cailliaud
Cet article possède un paronyme, voir Caillaud.
Frédéric Cailliaud est un explorateur français, né à Nantes le 9 juin 1787, mort le 1er mai 1869 dans la même ville. Figure marquante de l'exploration scientifique du XIXe siècle, minéralogiste, naturaliste et égyptologue, il a consacré une grande partie de sa vie à l'étude de l'Égypte antique et de la Nubie. Il sillonne le désert, remonte le Nil et est le premier Européen moderne à explorer les ruines de Méroé, ancienne capitale du royaume de Koush.

## Biographie
Fils d'un serrurier-mécanicien, Frédéric Cailliaud est attiré très jeune par les sciences naturelles, en particulier la minéralogie et la géologie. Il s'intéresse également à la conchyliologie.
Il participe à deux expéditions égyptiennes : la première de 1815 à 1818, parvenant à la deuxième cataracte du Nil et à Abou Simbel, et la seconde de 1819 à 1822. 
Il est nommé minéralogiste officiel de Méhémet Ali en 1816 et, à ce titre, retrouve les anciennes mines d'émeraudes des pharaons à Zabarah près de la mer Rouge. Rentré à Nantes en 1819, il rapporte toute une collection de minéraux, d'inscriptions et d'antiquités qui sont achetés par le gouvernement français pour le Musée d'histoire naturelle. Revenu rapidement en Égypte, il remonte en 1822 la vallée du Nil jusqu'à la sixième cataracte avec Ismaïl, fils de Méhémet Ali et l'aspirant de marine Pierre-Constant Letorzec.
Plus tard, en accompagnant une expédition commandée par un des fils de Méhémet Ali il réussit à pénétrer en Haute-Nubie (Éthiopie), jusqu'alors très fermée aux Européens, et découvre le 25 avril 1821 les ruines de Méroé, ancienne capitale du pays, et ses pyramides. Il est, avec le pseudonyme de Mourad Effendi, le premier européen à pénétrer dans cette région. 
Il ramène une collection de près de mille pièces de ses voyages égyptiens.
De retour en France, il se tourne vers l'histoire naturelle et en particulier sur les mollusques (le taret) qui perforent les coques en bois des navires. Il est conservateur du Muséum de Nantes de 1836 à 1869 après avoir été conservateur-adjoint pendant neuf ans.
À sa mort le 1er mai 1869, il habite au no 29 de la rue des Arts. Il est enterré au cimetière Miséricorde. Il lègue une partie de sa collection au musée archéologique Dobrée de Loire-Inférieure, à Nantes.

## Publications
- Voyage dans l'oasis de Thèbes et dans les déserts situés à l'est et l'ouest de la Thébaïde ;
- Voyage à Méroé, au fleuve Blanc, au-delà de Fâzoq, dans le midi du royaume du Sennar..., fait dans les années 1819, 1820, 1821 et 1822 (en collab. avec Edme François Jomard), t. 1, Paris, Imprimerie royale, 1826 (lire en ligne).
- Voyage à Méroé, au fleuve Blanc, au-delà de Fâzoq, dans le midi du royaume du Sennar..., fait dans les années 1819, 1820, 1821 et 1822 (en collab. avec Edme François Jomard), t. 2, Paris, Imprimerie royale, 1826 (lire en ligne).
- Voyage à Méroé, au fleuve Blanc, au-delà de Fâzoq, dans le midi du royaume du Sennar..., fait dans les années 1819, 1820, 1821 et 1822 (en collab. avec Edme François Jomard), t. 3, Paris, Imprimerie royale, 1826 (lire en ligne).
- Voyage à Méroé, au fleuve Blanc, au-delà de Fâzoq, dans le midi du royaume du Sennar..., fait dans les années 1819, 1820, 1821 et 1822 (en collab. avec Edme François Jomard), t. 4, Paris, Imprimerie royale, 1827 (lire en ligne). — Un atlas en deux volumes, parus avant les volumes de texte, complète cet ouvrage :
- [Atlas du] Voyage à Méroé, au fleuve Blanc, au-delà de Fâzoq, dans le midi du royaume du Sennar..., fait dans les années 1819, 1820, 1821 et 1822 (en collab. avec Edme François Jomard), t. 1, Paris, Imprimerie de Rignoux, 1823 (lire en ligne).
- [Atlas du] Voyage à Méroé, au fleuve Blanc, au-delà de Fâzoq, dans le midi du royaume du Sennar..., fait dans les années 1819, 1820, 1821 et 1822 (en collab. avec Edme François Jomard), t. 2, Paris, Imprimerie de Rignoux, 1823 (lire en ligne).

- Recherches sur les arts et métiers, les usages sur la vie civiles et domestiques des anciens Égyptiens.

## Distinctions
- Chevalier de la Légion d'honneur en 1824 par Charles X.

## Hommages
- À Nantes, la rue Frédéric-Cailliaud située à l'est du jardin des plantes a été baptisée en son honneur.
- Le « Centre culturel français Frédéric-Cailliaud » à Khartoum au Soudan, propose des manifestations culturelles, des cours d'apprentissage du français et un centre de documentation et de ressources sur la France contemporaine sous l'égide de l'ambassade de France au Soudan.